# سنغدوين (كتول)
سنغدوين (بالفارسية: سنگدوین) هي قرية تقع في إيران في قسم کتول الریفي. يقدر عدد سكانها بـ 3,671 نسمة .